# 飯塚智紀
飯塚 智紀（いいづか とものり、1985年（昭和60年）4月11日 - ）は、日本の役者、元アナウンサー。

## 経歴

### 生い立ち
- 1985年4月11日 - 埼玉県の防衛医科大学校生まれ。神奈川県横浜市出身。
- 2004年 - 桐蔭学園高等学校卒業。高校時代は吹奏楽部に所属し、トロンボーンに没頭する。
- 2010年 - 早稲田大学政治経済学部政治学科卒業。大学時代はモダンジャズ研究会に所属。

### 山形テレビ アナウンサーとして
- 2010年 - 早稲田大学卒業後、アナウンサーとして山形テレビに入社。同期には、 佐々木真奈美がいる。
- アナウンサーとしての初仕事は、ニュース番組で、住宅地に降りてきた熊をリポートした。
- 2013年3月をもって山形テレビを退職。

### 役者として
- 2013年10月30日、幸野ソロの『Hello Wedding』[1]で初舞台を踏み、稲康夫という山形弁を話す男を熱演する。

### 人物
- 高校時代、体重が100kgを超えることもあったが、大学時代にダイエットに成功し、80kgまで落とした。
- 後輩アナウンサーからも、「ふとした一言がおもしろい、盛り上げ役のムードメーカー的存在」と言われるような、ひょうきんで、ユーモアあふれる人物である。山形テレビ時代にアナウンサーとしての公式ブログを書いていたが、放送中に鼻水が出たという記事を書いた所、ブログごと削除された過去をもつ[2]。
- 尊敬する人物は、久米宏、西村雅彦。